# Offrandes (Varèse)
Cet article possède un paronyme, voir offrande.
Pour le poème symphonique, voir Offrande de Louis Aubert.
Offrandes est une œuvre d'Edgar Varèse écrite en 1921 pour voix de soprano et orchestre de chambre. Créée le 23 avril 1922 au théâtre de Greenwich Village de New York par Nina Koshetz, sous la direction de Carlos Salzedo, il s'agit de la deuxième partition la plus ancienne conservée par le compositeur, après Amériques.
À son arrivée à New York, Varèse avait dirigé le Requiem de Berlioz, le 1er avril 1917, cinq jours avant l’entrée en guerre des États-Unis, et fondé le New Symphony Orchestra en 1919.
Les deux premiers concerts furent un échec auprès de la critique et du public. Varèse démissionna plutôt que de « prostituer son projet ». Avec le harpiste Carlos Salzedo, il fonda l’International Composers’ Guild qui lui permit d’assurer la création américaine d’œuvres telles que les Noces de Stravinsky, Pierrot lunaire de Schoenberg, le Concerto à la mémoire d'un ange de Berg et Offrandes.
Le petit orchestre comprend deux flûtes, clarinette en Si bémol, hautbois, basson, cor en Fa, trompette en Ut, trombone ténor, harpe, percussions et cordes.
La percussion est encore relativement conventionnelle : divers tambours, castagnettes, cymbales, triangle, deux gongs et une crécelle.
Offrandes est constitué de deux mélodies :
- Chanson de là-haut (sur un poème de Vicente Huidobro)
- La Croix du Sud (sur un poème de José Juan Tablada)

La création eut lieu à New York en 1922. L'exécution dure un peu moins de sept minutes.
Stravinsky remarquait : « Le bruit (sic !) le plus extraordinaire dans tout Varèse est l’attaque de la harpe (j’allais dire « l’attaque au cœur », car c’est là ce qu’elle provoque en nous) à la mesure 17 de la Croix du Sud ».